# حج حور
حج حور أو حچو حور (أو ربما حور حجو) كان حاكمًا محتملاً في فترة ما قبل الأسرات في الأسرة المصرية صفر، والذي حكم حوالي عام 3200 ق.م. لا توجد معلومات دقيقة حاليًا حول موقعه الزمني الدقيق أو مدة حكمه.

## الأدلة
يُعرف حج حور فقط من خلال جرتين فخاريتين عُثر عليهما، واحدة في طرة وأخرى في أبو زيدان عند الطرف الشمالي الشرقي من دلتا النيل، حيث يظهر سرخ اسمه مرة مع صقر حورس، ومرة أخرى بدون الصقر.

## حول الاسم
يشير توبي ويلكينسون إلى عدم اليقين في قراءة الاسم ويُطلق عليه ببساطة "الملك أ". بينما لا يزال يواخيم كاهل غير متأكد أيضًا، ويُطلق عليه اسم "الملك تريو" (الملك الثلاثي) بسبب العلامات الثلاثة المتطابقة في السيرخ. إدوين فان دن برينك يربط اسم الحاكم الأسير المصور على واجهة لوحة نعرمر بالرمز M8 لـ "شا" في قائمة جاردينر. ولكن فولفغانغ هيلك يرى رموزًا هيروغليفية أخرى ويقرأ الاسم على أنه "وعش". أما لودفيج د. مورينز، فيقرأ علامتين تمثلان هراوتين ورمح في الوسط ويفسر الترتيب الكامل (الصقر + السيرخ + العلامات الثلاثة) على أنه مجرد عرض رمزي للقوة الملكية.

## الملاحظات
1. ↑  Henry Georg Fischer: Varia Aegyptiaca. Winona Lake 1963, S. 44.
2. ↑  Toby A. H. Wilkinson: Early Dynastic Egypt. London 1999, S. 55–56.
3. ↑  Jochen Kahl: Inscriptional Evidence for the Relative Chronology of Dyn. 0–2. Leiden/ Boston 2006, S. 95.
4. ↑  Edwin van den Brink: The Incised Serekh-Signs of Dynasties 0-1, Part I: complete vessels. London 1996, S. 86.
5. ↑  Ludwig David Morenz: Bild-Buchstaben und symbolische Zeichen. Fribourg 2004, S. 87.